# Ginnastica aerobica ai Giochi mondiali 2022 - Danza
La gara della danza di ginnastica aerobica ai Giochi mondiali 2022 si è svolta il 12 luglio 2022 a Birmingham.

## Risultati

### Qualificazioni
| Rank | Nazione     | Composizione Artistica | Esecuzione | Penalità | Totale | Note |
| ---- | ----------- | ---------------------- | ---------- | -------- | ------ | ---- |
| 1    | Ungheria    | 9.300                  | 8.825      | -0.000   | 18.125 | Q    |
| 2    | Romania     | 9.000                  | 8.650      | -0.000   | 17.650 | Q    |
| 3    | Finlandia   | 8.700                  | 8.450      | -0.000   | 17.150 | Q    |
| 4    | Azerbaigian | 8.600                  | 8.350      | -0.000   | 16.950 | Q    |
| 5    | Italia      | 8.900                  | 8.050      | -0.000   | 16.950 | R    |
| 6    | Portogallo  | 8.550                  | 8.200      | -0.000   | 16.750 | R    |

### Finale
| Rank | Nazione     | Composizione Artistica | Esecuzione | Penalità | Totale | Note |
| ---- | ----------- | ---------------------- | ---------- | -------- | ------ | ---- |
| 1    | Ungheria    | 9.300                  | 8.950      | -0.000   | 18.250 |      |
| 2    | Romania     | 9.250                  | 8.650      | -0.000   | 17.900 |      |
| 3    | Azerbaigian | 8.750                  | 8.500      | -0.000   | 17.250 |      |
| 4    | Finlandia   | 8.700                  | 8.100      | -0.000   | 16.800 |      |